# Lucile Grahn
Lucile Alexia Grahn (Copenhague, 30 de junio de 1819-Múnich, 4 de abril de 1907) fue la primera bailarina de ballet danesa con fama internacional, y una de las más populares en la era del ballet romántico. 

## Resumen biográfico
Fueron sus padres John Jensen von Grahn (ca. 1787-1859) y Christine Knudstrup (ca. 1799-1883). Grahn estudió desde muy joven en la escuela del Teatro Real Danés en Copenhague, bajo la tutela de August Bournonville. Debutó oficialmente en 1834 en ese teatro y al año siguiente protagonizó el papel de Astrid en el ballet «Valdemar» compuesto por su maestro. Pronto la relación entre ambos comenzó a agriarse, ya que Lucile soñaba con bailar en el Teatro de la Academia Real de música en París. Obtuvo permiso real para abandonar Dinamarca, y nunca más regresó.
En 1839 Grahan abandonó el Teatro de la Academia Real y comenzó a actuar en la Ópera de París.Entre 1839 y 1845 se presentó en varios teatros, incluyendo los de Londres, San Petersburgo y Milán. En 1845 su carrera alcanzó el estrellato cuando fue parte del Pas de Quatre junto a Fanny Cerrito, Carlotta Grisi, y Marie Taglioni. 
Después de 1846 recorrió gran parte de Europa no solo bailando sino también produciendo ballet, incluyendo una reposición de Catarina de Perrot, e incluso su propia coreografía Bacchus et Ariadne. En 1848 se estableció en Hamburgo, y posteriormente construyó su residencia en Múnich.
Grahn se retiró en 1856, y contrajo matrimonio con Friedrich Young. Enseñó ballet en Leipzig entre 1858 y 1861, y en el Teatro Nacional de Múnich desde 1869 hasta 1875. Falleció en Múnich en 1907.